# إدوارد إسحاق آسر
إدوارد إسحاق آسر (بالهولندية: Eduard Isaac Asser)‏ هو مصور هولندي، ولد في 19 أكتوبر 1809 في أمستردام في هولندا، وتوفي بنفس المكان في 21 سبتمبر 1894.